# Wabasso (Minnesota)
Wabasso – miasto w Stanach Zjednoczonych, w stanie Minnesota, w hrabstwie Redwood.